# Estación de Queralbs
Queralbs (antiguamente en español Caralps) es una estación del cremallera de Nuria de FGC situada en el municipio homónimo, en la comarca de El Ripollés, provincia de Gerona.

## Situación ferroviaria
La estación de Queralbs se encuentra en el punto kilométrico 6,321, a 1180 metros de altitud. entre el apeadero de Rialb y la estación de Nuria. El tramo es de vía en ancho métrico equipado con cremallera y está electrificado a 1500 Vcc.

## La estación
Está situada al noreste del núcleo urbano. La estación con sus 4 vías permite apartar trenes e iniciar servicios parciales entre la estación y el Santuario de Nuria. 
La estación, situada ya en el tramo equipado con cremallera, tiene una función destacada en la línea Ribas-Nuria ya que es el lugar donde se cruzan los trenes ascendentes y descendentes.
La estación de Queralbs actual tiene dos vías, la general (vía 1) y una derivada a la izquierda (vía 2) con andenes laterales de diferente longitud según la vía. Hay dos vías más en topera a la derecha (vías 3 y 5), teniendo la vía 3 un andén del que a veces salen trenes de refuerzo o de mercancías entre Queralbs a Núria. Además, en la vía 3 también hay una pequeña rampa para poder cargar vehículos que tengan que subir al Valle de Nuria en vagones.

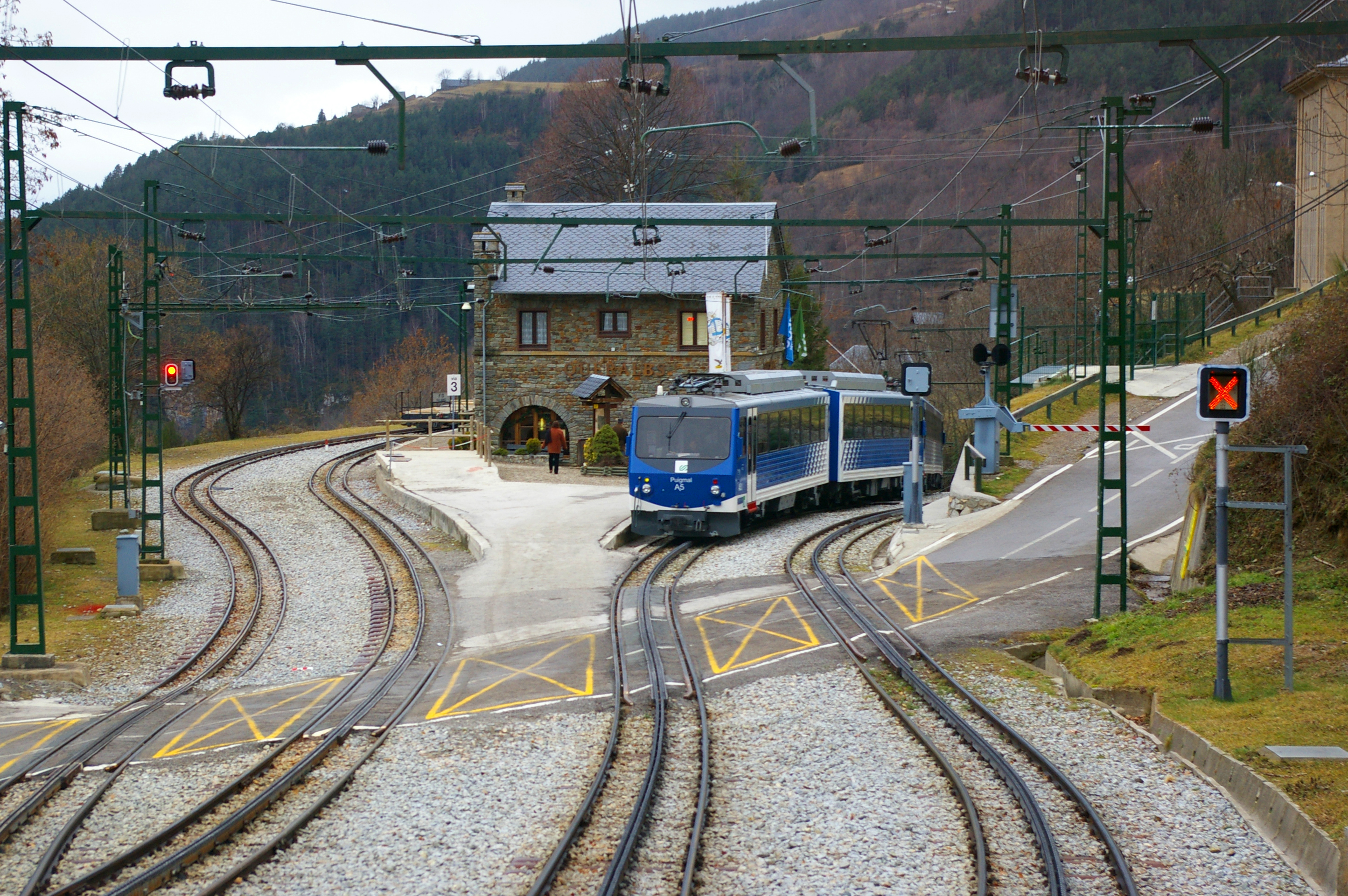
Paso a nivel en servicio hasta 2001

El edificio de viajeros presenta una disposición central, encontrándose entre los haces de las vías 1-2 y 3-5, con 90 m² de superficie. Consta de planta baja, primer piso (destinado a vivienda) y desván. Tiene la pared de piedra, con cubierta a dos aguas de la que sobresale la chimenea y la tronera de los desvanes. En la planta baja hay un vestíbulo, taquilla y máquinas de venta de billetes, así como despacho para el jefe de estación. Desde el edificio antiguo se pasa al nuevo edificio rectangular de embarque a través de dos arcos con 3 barreras de control de accesos. Desde ahí se accede a una sala de espera con bancos en este nuevo edificio, con conexión al andén de las vías 1-3. Para acceder al andén de la vía 2 hay que utilizar una pasarela peatonal que cruza a nivel superior las vías 1 y 2, con acceso por rampas. Esta pasarela está dividida por una valla, ya que también une la plazoleta de acceso al edificio de viajeros de Queralbs con el núcleo urbano. En un edificio auxiliar de 12 m² de una planta con tejado a dos aguas, ubicado en el andén de la vía 1, están los aseos.
Completan las instalaciones de la estación una subestación eléctrica que alimenta la línea del Cremallera y dos aparcamientos, con capacidad para 116 y 120 plazas respectivamente, más un tercero inaugurado en 2021 con 75 plazas. Estos aparcamientos son importantes por ser el último punto donde se puede acceder al tren en automóvil. Están situados a un nivel inferior de la estación y se accede a ella mediante un juego de rampas ascendentes desde el aparcamiento. A la salida de la estación lado Nuria todavía se conserva parcialmente el vial de acceso al antiguo paso a nivel de la carretera de Ribes a Queralbs, hoy sustituido por un paso inferior. Desde este vial los vehículos pueden acceder al muelle de carga ubicado en la vía 3.

## Historia
La estación se puso en servicio el 22 de marzo de 1931, con la inauguración del cremallera entre Ribas de Freser y Nuria, inicialmente con la vía general y una desviada a la izquierda. Las obras corrieron a cargo de la compañía FMGP (Ferrocarrils de Muntanya de Grans Pendents), y ha funcionado desde el principio con electricidad.
En el período de la Guerra Civil, se suspendió temporalmente el servicio del cremallera de Nuria, pasando a ser explotado por un comité obrero. Hasta que el 8 de agosto de 1936, la Generalidad de Cataluña intervino la empresa, bajo la dirección  de su ingeniero director Montserrat Fenech. En junio de 1937 se instaló en Nuria un sanatorio, utilizando el cremallera para el traslado de enfermos y dar servicio de vituallas y mantenimiento. Hasta que el 21 de febrero de 1939, las tropas sublevadas se hicieron cargo del Cremallera de Nuria, encontrado en perfecto estado, para seguir prestando servicio de hospital en Nuria hasta 1940.
El 20 de junio de 1971 se amplió la estación, añadiendo 2 vías derivadas. Se construyó una nueva playa de vías en 1992 a la salida de la estación lado Nuria para prolongar la longitud de estacionamiento de trenes en las vías 1 y 2. 
En 1985 se renovó dicho edificio, como también el resto de la línea, después de que el 2 de enero de 1984 el cremallera se incorporara a la red de Ferrocarriles de la Generalidad de Cataluña (FGC).
La estación fue renovada entre 1993 y 1994.
En julio de 2011 se eliminó el paso a nivel que se encontraba a la salida de la estación sobre la carretera GIV-5217, construyendo un túnel para vehículos para acceder a la población de Queralbs. En marzo de 2012 se inauguraba la remodelación de la estación, con el acortamiento de las vías 3 y 4, nueva pasarela peatonal entre andenes que también conecta el itinerario a pie entre el aparcamiento y el pueblo, cerramiento y acceso único a la estación por el edificio de viajeros y mejora de los aparcamientos. En 2019 se construía una nueva edificación anexa al edificio de viajeros y se instalaban barreras tarifarias de control de acceso. En 2021 se instaló una máquina de venta automática de billetes y un tercer aparcamiento.

## Servicios ferroviarios

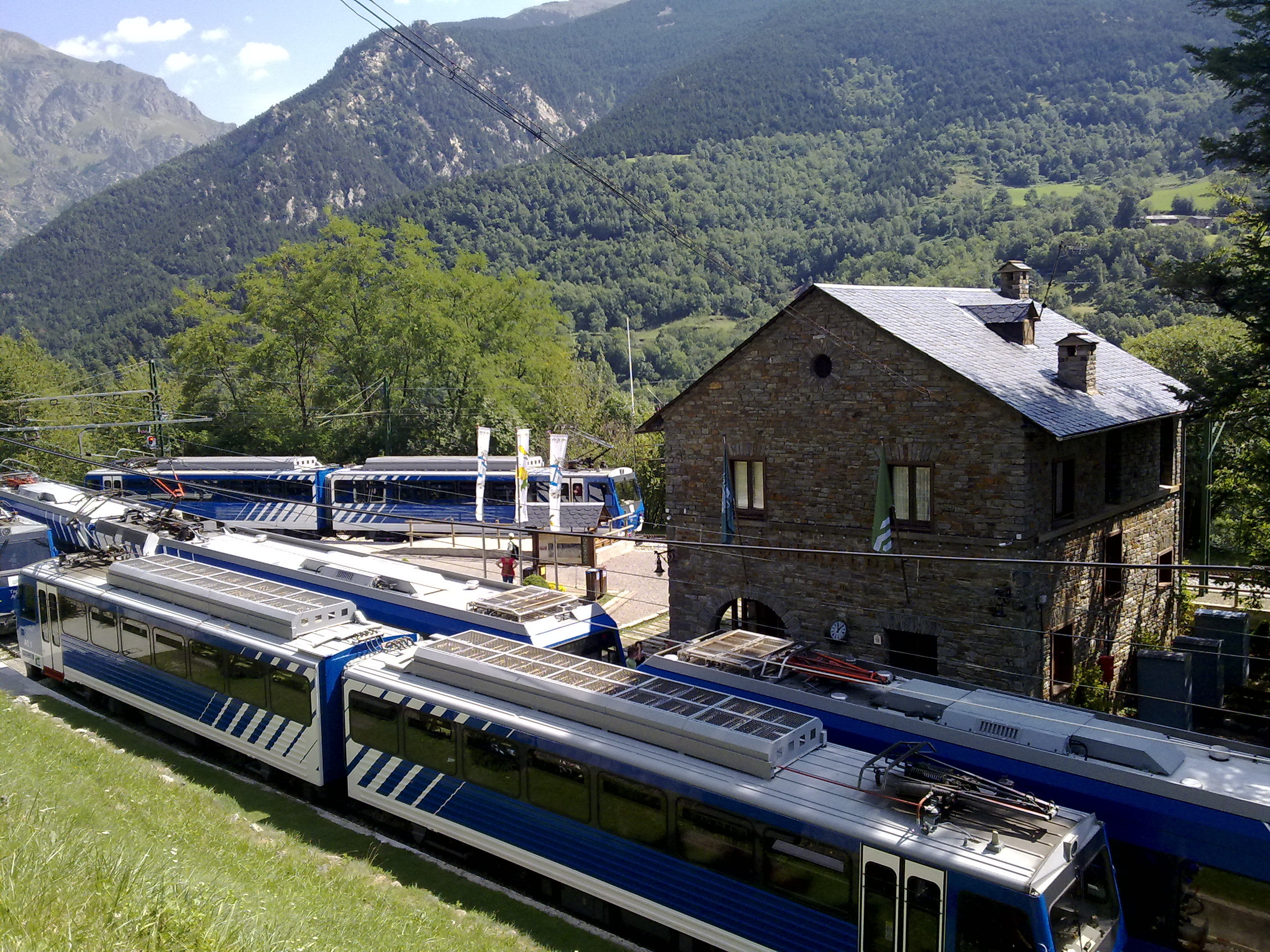
Cruce de automotores Beh en 2009

El servicio funciona todos los días del año salvo los días laborables de noviembre como preparación de temporada, siendo la frecuencia de 50 minutos en temporada alta, con refuerzos entre Queralbs y Nuria. Se invierten unos 40 minutos en completar el recorrido de la línea. El material rodante está formado por cuatro automotores Beh, dos de ellos con un coche central adaptado, un automotor GTW 2/6, un tren reversible con la locomotora dual H12 y dos coches MGB y otra composición más de dos coches de refuerzo "Sport Wagen".
El parque de vehículos de FGC en la línea es muy variado y van desde las más modernas, fabricadas en Suiza por Stadler, hasta las clásicas de la línea fabricadas en 1930, con fines más turísticos.
| << cabecera                | < estación  | línea | estación > | cabecera >> |
| -------------------------- | ----------- | ----- | ---------- | ----------- |
| Cremallera de Nuria de FGC |             |       |            |             |
| Ribas-Enlace               | Ribas-Villa |       | Nuria      | Nuria       |